# Skottjärnen (Nössemarks socken, Dalsland)
Skottjärnen är en sjö i Dals-Eds kommun i Dalsland och ingår i Göta älvs huvudavrinningsområde.